# Imun
Imun és una petit con de lava dacítica i riolítica que es troba 20 quilòmetres al sud del llac Toba i 6 quilòmetres al nord de la ciutat de Sitmeang, a l'illa de Sumatra. El seu cim s'eleva fins als 1.503 msnm. A causa de la seva proximitat a la caldera del llac Toba hi ha poca informació sobre aquest petit volcà, tot i que es creu que la seva darrera erupció va tenir lloc durant el Plistocè.